# 罗伯特·福格尔
罗伯特·威廉·福格尔（英語：Robert William Fogel，1926年7月1日—2013年6月11日），美国经济学家，1993年与道格拉斯·诺斯一同获得诺贝尔经济学奖。以其在计量史学领域的贡献而闻名。

## 生平
福格尔出生于纽约市，是一位俄罗斯裔犹太人移民的儿子。1944年他从史岱文森高中毕业后，进入康奈尔大学学习。在大学期间，他主修历史学、辅修经济学，并成为了共产主义组织American Youth for Democracy校园分部的主席。1948年毕业后，他成了共产党的职业组织者。但之后他放弃共产主义，并进入哥伦比亚大学深造。1958年，他获得硕士学位，后又于1964年获约翰·霍普金斯大学博士学位。
福格尔曾分别在多所大学任教，包括约翰·霍普金斯大学（1958－1959年）、罗彻斯特大学（1960－1965年、1968－1975年）、芝加哥大学（1964－1975年、1981年至今）、剑桥大学（1975年，擔任庇特美国历史机构讲座教授）、哈佛大学（1975－1981年）。福格尔与伊妮德·卡珊德拉·摩根（Enid Cassandra Morgan）于1949年结婚并育有两个子女。
2013年6月11日，福格爾在伊利諾州Oak Lawn的健康照護服務中心因病辭世。

## 著作
- 《联邦太平洋铁路》（1960年）
- 《铁路与美国的经济增长：计量历史学文集》（1964年）
- 《苦难的时代：美国奴隶制经济学》（1974年，与斯坦利·L·恩格尔曼合著）
- 《美国奴隶制度的兴衰》（1989年）
- 《经济增长、人口理论和生理学》（1994年）
- 《四次伟大的觉醒与平等主义的未来》（2002年）
- 《奴隶制争论：回顾1952－1990年》（2003年）
- 《摆脱饥饿与夭折，1700－2100年》（2004年）